# Plat eller krone
 For alternative betydninger, se Plat eller krone (flertydig). (Se også artikler, som begynder med Plat eller krone)
Plat eller krone er et spil, der blandt andet kan bruges til at afgøre stridigheder mellem to parter. 

## Spillets forløb
I spillet indgår to personer og en mønt. Spillerne vælger enten plat eller krone (man kan ikke vælge det samme), hvor krone-siden er der, hvor der er en prægning af en eller flere kongekroner, og plat er den anden side, hvor der enten er et billede af dronningen eller anden udsmykning/ornamentik. Mønten kastes derefter op i luften ved at "flippe" eller knipse den mellem pegefingeren og tommelfingeren, så den roterer omkring sin akse. Mønten lander nu enten på gulvet/bordet, eller den gribes i den ene hånd og vendes om på bagsiden af den anden hånd. Man ser nu, om det er plat-siden eller krone-siden, der vender opad, og afgør derudfra, hvem der har vundet – den der valgte den side, der vender opad, vinder.